# Paracladura curtisi
Paracladura curtisi är en tvåvingeart som beskrevs av Alexander 1924. Paracladura curtisi ingår i släktet Paracladura och familjen vintermyggor. Inga underarter finns listade i Catalogue of Life.